# Protoconversación
En psicología evolutiva, se habla de protoconversación en el bebé que empieza a intercambiar sonidos con intención de comunicarse. En situaciones normales, esa protoconversación debe evolucionar hacia la habilidad verbal plena.
Hasta los 6 o 7 meses el niño se encuentra como vigilante y pendiente del adulto. Pero, el mismo niño que inició el contacto con el adulto mediante señales de llamada (gestos), cambia notablemente a partir de los 7 u 8 meses, debido al desarrollo de sus habilidades motoras y posturales; "abandonando" un poco al adulto, inicia su autoafirmación basado en los logros que obtiene con su nueva capacidad exploratoria, tanto en su propio cuerpo como en los elementos próximos a su entorno.
En estos meses, según Bateson (1975), los intercambios vocales que se dan entre la madre y el niño tienen un carácter de "protoconversación". Esto es de gran importancia, dado que permite afirmar y mantener el contacto social entre dichos interlocutores y que, aunque no son intercambios con contenidos significativos, la estructura del tiempo de los intercambios vocales y su función, basada en los principios de sucesión y reciprocidad, parecen ser ya los de una "verdadera conversación".
En efecto, al considerar la conducta del niño como si tuviera significado social, la madre (o el cuidador) considera al niño como un socio conversacional, ofreciéndole una oportunidad para que tome un turno en la conversación. Inicialmente, cualquier respuesta del niño es considerada como un turno con significado. Progresivamente, según van avanzando las habilidades del niño, estas interacciones se van haciendo más complejas. Esta especie de interacción mutua en la que se van intercalando los papeles recibe el nombre de protoconversación. A partir de estas protoconversaciones, el bebé podría aprender a iniciar y acabar conversaciones, la toma de turnos, así como diversos elementos verbales y no verbales de la interacción. Además, en estos intercambios, la conducta lingüística del adulto tiene un efecto inmediato en la conducta del niño.
Referencias
- Rodríguez Beneroso, Margarita (2004). El fenómeno “mess-engering” y adolescencia. ¿Hacia la deformación gramatical? ¿Argot? ¿Es necesaria la deformación lingüística para una mejor habilidad tecnológica?.

- https://web.archive.org/web/20071026043151/http://www.ieev.uma.es/mgaleote/3630DESCOM.htm

- Datos: Q6088655